# Suzanne Rogers
Suzanne Rogers (nacida como Suzanne Cecelia Crumpler; Midland, Maryland, 9 de julio de 1943) es una actriz estadounidense con créditos en televisión y cine. Su nombre artístico fue inspirado en Ginger Rogers, a la que cita como una fuente de inspiración personal para unirse a la industria del entretenimiento.

## Biografía
Suzanne Rogers nació como Suzanne Crumpler el 9 de julio de 1943 en Midland, Maryland. Mientras crecía en Colonial Heights, VA, Roges tuvo un notable interés en el baile. A sus dos años, comenzó a tomar clases de baile durante su infancia.
Rogers comenzó su carrera como bailarina/intérprete en la ciudad de Nueva York, pero es más conocida por interpretar a Maggie Horton, un papel que se originó y se ha desempeñado desde 1973 en la serie dramática de NBC Days of Our Lives. Estuvo casada con Sam Groom y se divorciaron en 1982. Rogers reside en Studio City, California. 

## Filmografía
Películas
- Never Say Never: The Deidre Hall Story (1995) - Maggie Horton

Televisión
- Days of Our Lives (1973-presente) - Maggie Horton
- Quincy, M.E. (1977) - Elaine Farrell
- Little House on the Prairie (1980) - Molly Reardon
- Knight Rider (1985) - Lydia Arkett